# SA Brain & Company
SA Brain & Company Ltd, äv. Brains, bryggeri i Cardiff, Wales, Storbritannien. Bryggeriet producerar real ale och invigdes 1882. 

## Exempel på varumärken
- Buckley's IPA
- Brains Bitter
- Rev James